# Tate no Yūsha no Nariagari
Tate no Yūsha no Nariagari (яп. 盾の勇者の成り上がり, кириліз.: Тате но Ю:шя но Наріаґарі; укр. Сходження Героя Щита) — японська серія ранобе в жанрі темного фентезі за авторством Анеко Юсаґі. Спочатку була написана для сайту Shōsetsuka ni Narō у виді вебновели. С тих пір була опублікована Media Factory з розширеною історією та ілюстраціями від Мінами Сейри. Станом на лютий 2022 року в друці знаходилось всього 22 томи. Серія ранобе була пізніше адаптована у серію манґи, її манґакою стала Айя Кю, на момент лютого 2022 року було випущено 20 томів. Також за цією серією, було випущене аніме, її режисером виступив Або Такао, а виробництво доручили Kinema Citrus. Світовою трансляцією зайнявся потоковий сервіс Crunchyroll. Прем'єра першого епізоду аніме-серіалу відбулася 9 січня 2019 року. Виробництвом 2 сезону займеться DR Movies, його прем'єра пройде у квітні 2022 року. Також було анонсовано 3 сезон.

## Сюжет
Наофумі Іватані, нехарактерний отаку і студент університету, який проживає своє життя в іграх і манзі. Одного разу він виявляється викликаним в паралельний всесвіт. Пізніше він дізнається, що є одним з чотирьох героїв, оснащених легендарною зброєю, якому доручено врятувати світ від його передбаченого руйнування. Приєднатися до нього ніхто не захотів, за винятком однієї авантюристки. В результаті Наофумі був нею пограбований і звинувачений в зґвалтуванні. Наофумі вирішив помститися кривдникам, вставши на шлях помсти. Допомагають йому в цьому єнотовидна дівчина Рафталія і дівчинка-монстр Філо, яких він викупив у работорговця. Тепер Наофумі повинен піднятися, щоб стати легендарним Героєм Щита і врятувати світ.

## Головні герої
Іватані Наофумі (яп. 岩谷尚文) — головний персонаж, Герой Щита. У новий світ, на відміну від інших Героїв, потрапив через книгу, яка перенесла його туди. Ніяким способом не здатний безпосередньо атакувати ворогів, тому покладається на підтримку своєї рабині Рафталії та монстра-філоріала Філо, яких був змушений купити у работорговця, так як після призову ніхто приєднатися до нього не побажав. На відміну від інших Героїв, під час періодичних «хвиль» боротьби із ворогами, Наофумі намагається в першу чергу захистити мирних жителів, що потрапляють під удар. Такі методи лише погіршують його репутацію серед знаті, проте серед простолюдинів він користується славою і повагою — він відомий в ролі «святого з божественним птахом». Зазвичай відлюдник і не довіряє навколишнім, однак завжди спокійний і доброзичливий з тими, хто ставиться до нього добре.
Рафталія (яп. ラ フ タ リ ア) — напівлюдина-танукі, рабиня, куплена Наофумі, щоб вона вбивала монстрів замість нього. Попри те, що вона — все ще дитина, завдяки високому рівню, набраному разом з Наофумі, виглядає як доросла дівчина років 18-19. Любить Наофумі, але не може донести до нього свої почуття, бо він сприймає Рафталію як доньку, намагаючись хоч чимось замінити їй загиблих батьків. Пізніше вона стає власницею кланової катани.
Філо (яп. フィーロ) — дівчинка-монстр, куплена Наофумі у работорговця в лотереї. Філо спочатку була звичайним філоріалом, але будучи вирощеною Героєм, зросла в королеву філоріалів — розумну птицю, що вміє говорити, володіє магією повітря, та здатна перетворюватися на людину, не втрачаючи при цьому свої здібності. Пізніше вона стає Героєм кігтів.

## Критика
Ребекка Сільверман при огляді ранобе помітила, що попри кліше сюжету (головний герой потрапляє у віртуальний світ гри MMORPG і вчиться там виживати без можливості повернутися в реальність), сюжет не повністю копіює такі відомі тайтли, як Sword Art Online або Log Horizon, наприклад, головний герой Наофумі явно не такий героїчний, як головні персонажі з вищеназваних творів. Наофумі швидше можна назвати антигероєм, яким він став через остракізм і певні обставини. Проте навколишній світ навряд чи цікавий і скоріше схожий на читання керівництва по грі, сам сюжет тримається насамперед на головних героях. Роблячи підсумковий огляд, Ребекка помітила, що автор приділяє зайву увагу описам класів зброї, обділяючи саме розвиток історії. Проте автор приділяє його другорядним персонажам, які отримають хороший розвиток, а сам головний герой розвивається як особистість.

### Негативна реакція
Сюжет історії викликав суперечки та негативну реакцію у багатьох жіночих глядачів аніме на Заході. Вони визнали факт просування в сюжеті систематичних помилкових звинувачень в сексуальних домаганнях — таким, що дискредитує проблему домагань в цілому, а сам сюжет на їхню думку виправдовує жорстоке поводження і недовіру до жінок, просуваючи цінності культури зґвалтувань і звинувачення жертви в результаті яких переважна кількість жертв зґвалтувань воліють замовчувати про це, в тому числі через страх бути звинуваченими у брехні й шантажі. Огляди аніме-серіалу в США були в результаті в основному негативними.
Інша частина чоловічих глядачів встала на захист аніме-картини, які вказали на те, що не можна судити про поведінку героя, помилкових домаганнях і жіночому рабстві поза контекстом розвитку сюжету, а також критика наявності у творі помилкових звинувачень в домаганнях теж є формою дискримінації проти чоловіків і не повинна замовчуватись у творах на догоду феміністичним рухам. В Японії зміст серіалу в цілому не викликав суперечок, а творці аніме підмітили, що не збираються відмовлятися від подальшого випуску серіалів, схожих на Shield Hero.